# Hermann Leupold

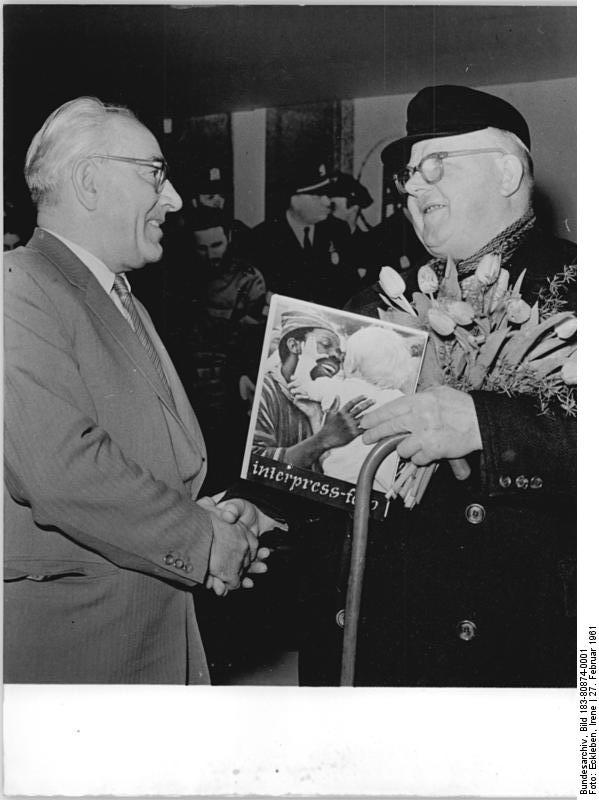
Hermann Leupold begrüßt den 10.000. Besucher in der Ausstellung „Der Tag begann...“ (27. Februar 1961)

Hermann Paul Bruno Leupold (Pseudonym nach 1933 Karel Vanek) (* 27. Juni 1900 in Charlottenburg; † 8. April 1967 in Ost-Berlin) gehörte der illegalen Freien Sozialistischen Jugend (FSJ) an und gründete im Jahre 1915 mit politischen Freunden die Ortsgruppe Charlottenburg des Touristenvereins  Die Naturfreunde (TVDN).

## Leben und Wirken
Hermann Leupold wurde im Alter von 15 Jahren als Vorsitzender der Ortsgruppe des TVDN in den Berliner Vorstand des Vereins gewählt. Zunächst USPD- und ab 1921 KPD-Mitglied, war Leupold außerdem im Bildungsausschuss der Berliner Naturfreunde-Ortsgruppe und später als Schriftleiter des Fahrtgenoß und des Fahrtgenoß der ausgeschlossenen Gruppen tätig. Später betätigte er sich als Redakteur des Kampfgenoß sowie als Bildungsobmann und im Geschäftsführenden Ausschuß im Arbeitersportverein Fichte. Nachdem er den Redakteursposten in der Zeitschrift Mahnruf der Internationalen Arbeiterhilfe (IAH) angenommen hatte, wurde Leupold später Landesvorsitzender der IAH in Berlin-Brandenburg. Seit April 1929 arbeitete er in der Redaktion der Arbeiter Illustrierte Zeitung (AIZ). Die AIZ erschien vor 1933 in einer Auflage von 550.000 Exemplaren und avancierte zur populärsten Wochenzeitung in der kommunistischen Arbeiterbewegung. Ab dem Jahre 1930 gehörte Leupold darüber hinaus dem Reichsvorstand der IAH an und nahm in der Vereinigung der Arbeiterfotografen die Funktion des 1. Vorsitzenden wahr.

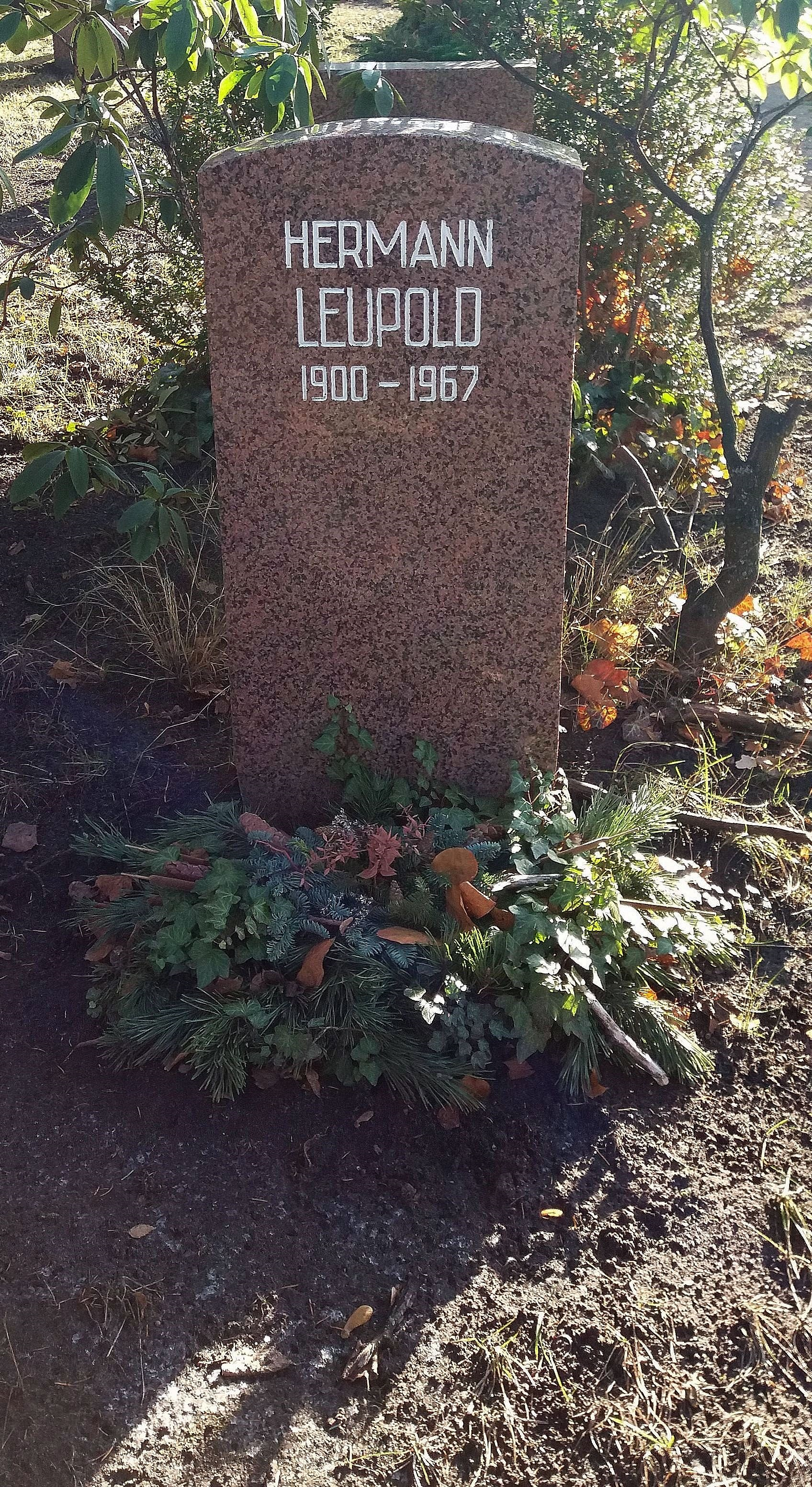
Grabstätte

Nach dem Verbot der AIZ durch die Nationalsozialisten erhielt Hermann Leupold Ende März 1933 die Anweisung, die Herausgabe einer Zeitschrift, die ab 1937 Volks-Illustrierte hieß, in Prag in die Wege zu leiten. Zahlreiche Fotomontagen von Leupold erschienen in der AIZ unter dem Pseudonym Karel Vanek. Bis zum 15. März 1939 war er dort zusammen mit Franz Carl Weiskopf und Louis Fürnberg als AIZ-Redakteur im Kampf gegen das NS-System tätig. Leupold war außerdem Mitarbeiter zahlreicher Druckschriften, die illegal nach Deutschland geschmuggelt wurden. Ab dem Jahre 1938 betätigte er sich auch als Redakteur der tschechischen Wochenzeitschrift Svět v obrazech (Die Welt in Fotos). Nach dem Einmarsch der Nationalsozialisten in die Tschechoslowakei hielt er sich zunächst bis Ostern 1939 dort illegal auf, bis ihm die Emigration über Polen nach Großbritannien gelang. Dort wurde Leupold am 27. Juni 1940 als Enemy Alien interniert, jedoch schon im November desselben Jahres wieder entlassen. Er war u. a. 1. Vorsitzender der Glasgower Ortsgruppe des Freien Deutschen Kulturbundes in Großbritannien und gewähltes Mitglied der Landesleitung. Von 1949 bis zu seinem Tod war Leupold Direktor des Berliner Verlages.
1955 wurde er mit dem Vaterländischen Verdienstorden in Silber und 1965 in Gold ausgezeichnet. Seine Urne wurde in der Grabanlage Pergolenweg des Berliner Zentralfriedhofs Friedrichsfelde beigesetzt.